# Quintus Futius Lusius Saturninus
Quintus Futius Lusius Saturninus war ein römischer Senator zur Zeit des Kaisers Claudius (41–54 n. Chr.). 
Lusius Saturninus war im Jahr 41 zusammen mit Marcus Seius Varanus Suffektkonsul. Er wird von antiken Quellen wie Tacitus und Seneca erwähnt. Tacitus zählt ihn zu den Opfern des berüchtigten Publius Suillius Rufus, der im Auftrag von Kaiser Claudius oder dessen Ehefrauen Senatoren und Ritter verfolgte, was zu deren Tod führte. In seiner Satire Apokolokyntosis divi Claudii beschreibt Seneca ihn als einen der konsularischen Freunde, die Claudius im Jenseits mit Anklagen konfrontieren, da er für ihren Tod verantwortlich gemacht wurde.